# Лука Агаменноні
Лука Агаменноні  (італ. Luca Agamennoni, 8 серпня 1980) — італійський веслувальник, олімпійський медаліст.

## Виступи на Олімпіадах
| Олімпіада   | Дисципліна                        | Місце |
| ----------- | --------------------------------- | ----- |
| Афіни 2004  | четвірка розстібна без стернового | 3     |
| Пекін 2008  | четвірка парна                    | 2     |
| Лондон 2012 | четвірка розстібна без стернового | 8     |
| Ріо 2016    | вісімка парна                     | 7     |